# Резолюция Совета Безопасности ООН 2334
Резолюция Совета Безопасности ООН № 2334 — резолюция Совета Безопасности ООН, принятая 23 декабря 2016 года, в связи с созданием израильских поселений на территории Западного берега р. Иордан, оказавшейся под израильским контролем в 1967 году в результате Шестидневной войны, включая аннексированный Израилем Восточный Иерусалим.
Резолюция подтверждает, что строительство поселений Израилем «не имеет юридической силы и является вопиющим нарушением международного права». Совбез требует от Израиля прекратить такую деятельность и выполнять свои обязательства оккупирующей державы в соответствии с IV Женевской конвенцией. Это первая резолюция СБ ООН по вопросам, касающимся Израиля и Палестины с 2009 года, и первая, затрагивающая проблемы израильских поселений, начиная с резолюции № 465 от 1980 года. Хотя сама резолюция не предусматривает никакого наказания или принудительных мер за её неисполнение, по мнению израильской газеты «Гаарец» она «может иметь серьезные последствия для Израиля в целом и, в частности, относительно финансирования поселений в среднесрочной и долгосрочной перспективе».

## Предыстория
Планом ООН по разделу Палестины (1947) большая часть территории Иудеи и Самарии, позднее известных и как Западный берег р. Иордан, предназначалась для арабского государства. Иерусалим и Вифлеем, согласно решению ООН, должны были стать территорией под международным контролем. Еврейское агентство, представлявшее евреев Палестины, приняло план раздела Палестины, и 15 мая 1948 года было провозглашено государство Израиль. Арабские руководители, в том числе Лига арабских государств и Высший арабский совет, категорически отвергли план ООН и заявили, что приложат все усилия, чтобы помешать его реализации. В ходе последовавшей Арабо-израильской войны (1947—1949) арабское государство провозглашено не было, а территории Иудеи и Самарии были оккупированы Трансиорданией. Жители еврейских поселений на захваченных ею территориях, включая Восточный Иерусалим со Старым городом, бежали или были изгнаны Трансиорданией в Израиль. Последующая их аннексия само-переименованной Иорданией не была признана мировым сообществом, за исключением Великобритании. С 1948 по 1967 гг. ООН не приняла каких-либо резолюций по таким действиям Иордании, как оккупация и аннексия Западного берега Иордана, изгнание евреев, разрушение десятков синагог, и других.
В ходе Шестидневной войны (1967) территория Западного берега р. Иордан была занята Израилем. С 1995 года, после подписания соглашения в Осло (Осло–2) между Израилем и Организацией освобождения Палестины (ООП), части «Западного берега» контролируются Палестинской национальной администрацией (ПНА), созданной в результате этих соглашений.
С точки зрения СБ ООН территория Западного берега р. Иордан находится под израильской оккупацией. Израиль оспаривает определение территории «Западного берега» (включая Восточный Иерусалим) в качестве «оккупированной», настаивая на международном термине «спорная территория». В качестве основных аргументов в пользу этой позиции приводятся оборонительный характер Арабо-израильской (1948) и Шестидневной (1967) войн, отсутствие признанного международного суверенитета над этими территориями до 1967 года и историческое право еврейского народа на землю Израиля. Схожей позиции придерживается ряд израильских и зарубежных политиков и ведущих юристов.

## Содержание
Резолюция 2334 (2016) гласит, что Совет Безопасности ООН, «осуждая все акты насилия в отношении гражданских лиц, включая акты террора <…>  1. вновь подтверждает, что создание Израилем поселений на палестинской территории, оккупируемой с 1967 года, включая Восточный Иерусалим, не имеет юридической силы и является вопиющим нарушением международного права и одним из главных препятствий на пути к достижению урегулирования в соответствии с принципом сосуществования двух государств <…> 2. вновь требует, чтобы Израиль немедленно и полностью прекратил всю поселенческую деятельность на оккупированной палестинской территории, включая Восточный Иерусалим, и полностью выполнял все свои юридические обязательства в этом отношении; 3. подчеркивает, что он не будет признавать никаких изменений линий, существовавших по состоянию на 4 июня 1967 года, в том числе в отношении Иерусалима, за исключением тех из них, которые согласованы сторонами путем переговоров; <…> 5. призывает все государства к тому, чтобы они, принимая во внимание пункт 1 настоящей резолюции, проводили различие, в рамках своих соответствующих взаимоотношений, между территорией Государства Израиль и территориями, оккупируемыми с 1967 года; <…>».

## Реакция
Премьер-министр Израиля Биньямин Нетаньяху, выступая по телевидению на следующий день после принятия резолюции, подверг критике Организацию Объединённых Наций и администрацию США, назвал резолюцию «позорной», сказав, что «нет большего абсурда, чем назвать Стену Плача и еврейский квартал Иерусалима оккупированной территорией»; он также сказал: «В 1980 году ООН приняла резолюцию, приравнявшую сионизм к нацизму. Мы добились отмены этой резолюции. Новая резолюция тоже будет отменена, и не благодаря уступкам, а благодаря нашей стойкости.» Он также заявил, что Израиль прекращает финансирование 5 институтов ООН.
6 января 2017 года представители Израиля уведомили ООН о приостановке выплат годовых взносов в бюджет этой организации.
Израиль отозвал своих послов из Сенегала и Новой Зеландии для консультаций. Прекращена экономическая помощь Сенегалу. Отменён визит в Израиль премьер-министра Украины Владимира Гройсмана, во время которого должен был быть подписан договор о предоставлении ещё 20 тысяч рабочих мест украинцам и о расширении военной помощи Украине. Отменена встреча Нетаньяху с премьер-министром Великобритании Терезой Мэй. Вызван для разговора посол США в Израиле Дан Шапиро. Из 15 стран в СБ ООН, ноты вручены послам 11 из них, так как у Израиля нет дипломатических отношений с Венесуэлой и Малайзией, а послы Сенегала и Новой Зеландии в Израиле только аккредитованы, но там не находятся. Министрам израильского правительства запрещено посещать все страны, проголосовавшие за резолюцию. Отменены министерские визиты в Россию, Украину, Великобританию, Испанию и Японию.
Министр обороны Авигдор Либерман дал указание военному коменданту Западного берега р. Иордан генералу Йоаву Мордехаю прекратить любое сотрудничество с администрацией Палестинской автономии по гражданским вопросам.
Среди ведущих политиков Израиля также высказывались мнения о более жёстких ответах на резолюцию. Среди них предложение распространить полный израильский суверенитет на территорию «C» Западного берега, высказанное министром образования Нафтали Бенетом, и предложение о реакции «которая рассеет все фантастические мечты палестинцев», главы парламентской комиссии по иностранным делам и безопасности, Ави Дихтера.
Избранный президент США Дональд Трамп подверг резкой критике отказ Соединённых Штатов воспользоваться своим правом вето, и пригрозил что США прекратят финансировать деятельность ООН (25 % от бюджета ООН) и стран, проголосовавших за резолюцию.
Голосование Украины за резолюцию вызвало критику в стране. Ряд политиков и политологов Украины определили этот шаг, как «провал международной политики Украины» и как «удар в спину одного из немногих верных друзей Украины». Персонально ответственность за такое решение возлагается на президента Порошенко и министра иностранных дел Климкина. Особенно жёсткую критику высказали депутаты из межфракционной группы Верховной рады «Украина-Израиль». По израильским сведениям, давление на президента Украины оказал в телефонном разговоре вице-президент США Джо Байден.

## Комментарии
1. ↑  Резолюция Генеральной Ассамблеи ООН 3379, 1975 г.
2. ↑  Резолюция Генеральной Ассамблеи ООН 4686, 1991 г.